# لیلا مکنون
لیلا مکنون (عربی: ليلى مكنون؛ زادهٔ ۱۹ ژانویهٔ ۱۹۹۲) بازیکن فوتبال اهل فرانسه است.
از باشگاه‌هایی که در آن بازی کرده‌است می‌توان به باشگاه فوتبال گنگام، باشگاه فوتبال پاری سن-ژرمن، و باشگاه فوتبال زنان پاری سن ژرمن اشاره کرد.
وی همچنین در تیم‌های ملی فوتبال France women's national under-16 football team, Tunisia women's national under-19 football team, Tunisia women's national under-20 football team، و Tunisia women's national football team بازی کرده‌است.